# Mihalis Dafermos

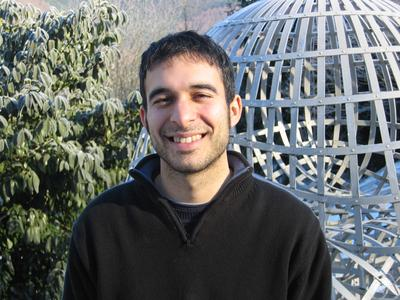
Mihalis Dafermos, Oberwolfach 2006

Mihalis Constantine Dafermos (* Oktober 1976) ist ein griechischer Mathematiker, der sich mit Partiellen Differentialgleichungen der Allgemeinen Relativitätstheorie (ART) befasst.
Dafermos studierte Mathematik an der Harvard University mit dem Bachelor-Abschluss summa cum laude 1997 und wurde 2001 an der Princeton University bei Demetrios Christodoulou promoviert (Stability and Instability of the Cauchy Horizon for the Spherically Symmetric Einstein-Maxwell-Scalar Field Equations) 2001 bis 2004 war er Moore Instructor am Massachusetts Institute of Technology. Er ist seit 2004 Lecturer, seit 2006 Reader und seit 2011 Professor für Mathematische Physik an der Universität Cambridge. Seit 2013 ist er außerdem Professor für Mathematik in Princeton. Er ist Fellow der American Mathematical Society.
Er ist bekannt für seine Arbeiten über exakte mathematische Behandlung der ART, zum Beispiel des Stabilitätsproblems von Raumzeiten in der Umgebung Schwarzer Löcher, wobei er unter anderem mit Igor Rodnianski und Alan Rendall zusammenarbeitete. Dafermos ist der Doktorvater von Christoph Kehle und Ryan Unger.
2004 erhielt er den Adams-Preis, 2008 den Bodossaki Preis und 2009 den Whitehead-Preis. 2008 erhielt er einen ERC Starting Grant und 2009 den Early Career Award der International Association of Mathematical Physics. 2014 war er Eingeladener Sprecher auf dem ICM in Seoul (The mathematical analysis of black holes in general relativity).